# Тајни македонски комитет
Тајни македонски комитет (мкд. Таен македонски комитет) била је тајна организација коју су 1885. године основали македонски Словени у Софији у Кнежевини Бугарској. како би промовисали врсту македонско просрпског идентитета, која се нарочито разликује од етничког идентитета Бугара. Вође организације су били Наум Јевровић, Коста Групчевић, Василиј Карајовев и Темко Поповић.
Влада Бугарске је организацију открила исте године када је и основана и одмах забранила. Дио чланова је исте године отишао у Београд, гдје је Влада Србије успоставила сарадњу са Тајним македонским комитетом. Кроз подршку македонском покрету Влада Србије имала је намјеру да сузбије процес бугаризације македонских хришћана или да их дебугаризује. У складу са српско-македонском сарадњом исте године у Цариграду основано је Друштво Србо-Македонци. Овај компромис са српским интересима у Македонији, довео је касније до напуштања сепаратистичког програма.